# 鏡山物
鏡山物（かがみやまもの）とは、歌舞伎における世界のひとつ。

## 解説
鏡山物のおおよその概略は、武家（または公家）の奥勤めをする局の岩藤と中老の尾上が確執の末、尾上は岩藤に草履でもって殴られるという恥辱を受け、それにより尾上は自害する。しかし尾上に仕える下女のお初は岩藤を討って主人の恨みを晴らす、というものである。岩藤が尾上を草履で殴る「草履打ち」の場が見どころのひとつになっている。これについては実説があり、実説とされる事件が起こった時からさほど程なく記録された『月堂見聞集』によれば以下のようであった。
享保8年（1723年）3月27日のこと、松平周防守（松平康豊、浜田藩主）の屋敷内で局の沢野が殺される事件があった。沢野が周防守の奥方の前で中老の滝野の日ごろの落ち度をひどく叱責したところ、滝野はその屈辱に耐えかね自害した。そこで滝野に仕えていた下女の山路が主人の仇を晴らすため、沢野を討ったのである。藩主周防守はこの山路の行動について、女ながらもあるじの仇を討った者として賞賛し、その身の立つよう取り計らったという。それぞれの年齢については沢野は38、滝野は23、そして山路は14歳だったと伝えている。
天明2年（1782年）1月、江戸において人形浄瑠璃の『加々見山旧錦絵』が上演された。これは加賀騒動を題材としたものであったが、その六段目と七段目に上の事件についても沢野は岩藤、滝野は尾上、山路はお初と名を変えるなどして脚色し取り入れていた。この『加々見山旧錦絵』はその初演の翌年、江戸森田座において同名の外題で歌舞伎として上演され大当たりを取った。ただしこの時は原作の浄瑠璃の内容を増補改変して上演している。のち寛政2年（1790年）春の中村座において、『春錦伊達染曽我』（はるのにしきだてぞめそが）の三番目にこの鏡山物を出したが、これは初代桜田治助によって定例の曽我物の世界に脚色されたものであった。ちなみにこのとき岩藤を勤めた初代尾上松助は、以後もこの鏡山物の岩藤を当り役とし、その生涯においていくたびも演じている。

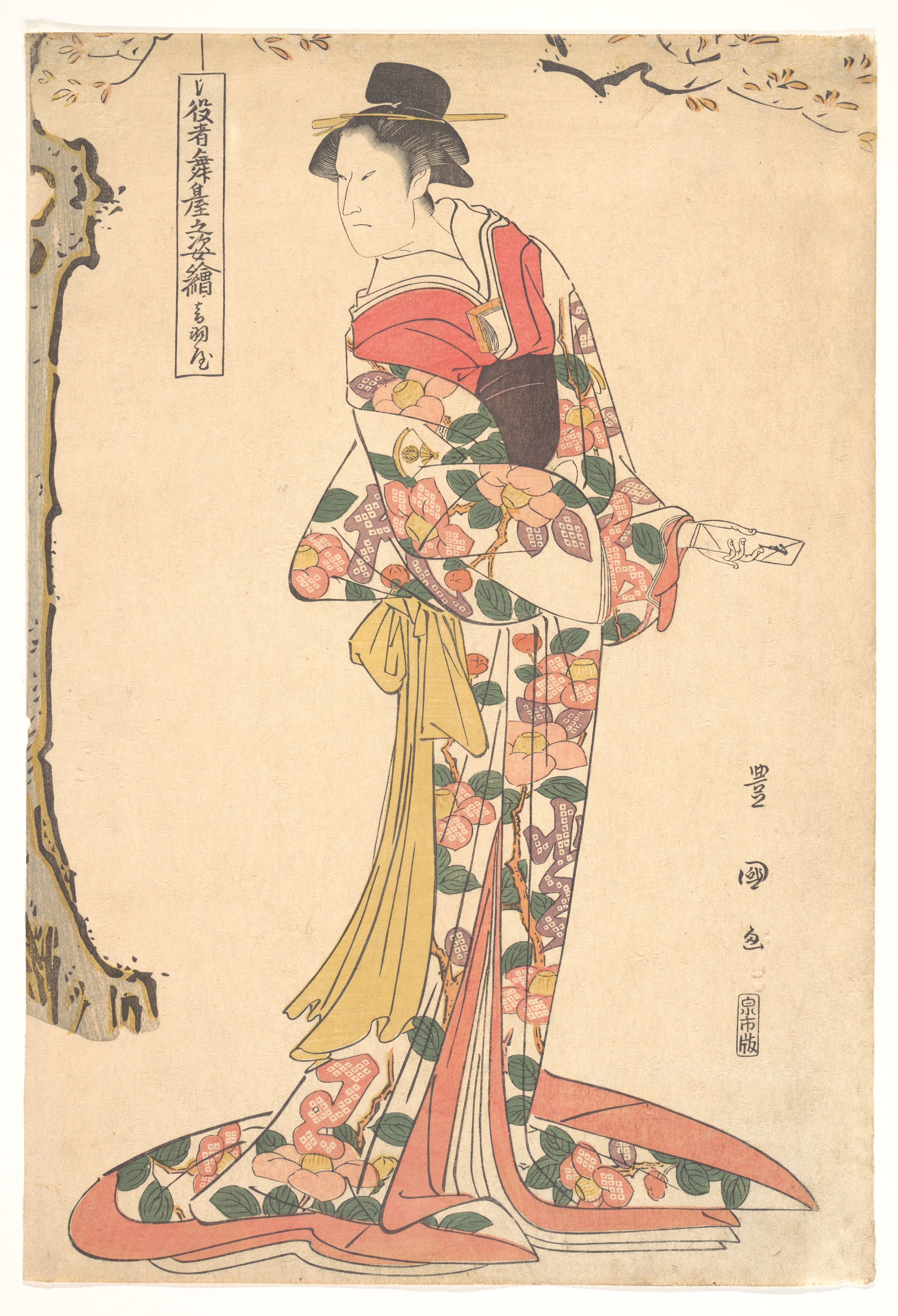
初代尾上松助の近江。寛政7年（1795年）2月、江戸河原崎座『住連錺吉例曽我』より。役名は違うが岩藤の役回りである。初代歌川豊国画。

本来、「加々見山」（鏡山）とは加賀騒動をほのめかしたものだが、この寛政2年の上演以降、江戸の芝居では岩藤・尾上・お初の出る場面が原作の加賀騒動からは離れ、曽我物や隅田川物、また清玄桜姫物などとない交ぜにして上演されている。清玄桜姫物と同様、当時一日かけてする芝居の内容としてはこれだけでは足らなかったからである。従って鏡山物とは、加賀騒動物という意味ではない。繰り返し上演された鏡山物のなかで、特に注目すべきは上にあげた『春錦伊達染曽我』の三番目と文化11年（1814年）3月に市村座で初演された『隅田川花御所染』であり、原作の浄瑠璃にはない「竹刀打ち」という場面を加えるなど、これらの内容や演出が今に伝わる歌舞伎の『鏡山旧錦絵』の基本となった。
鏡山物は江戸の芝居では弥生狂言、すなわち当時の旧暦で桜の咲く時分の頃の芝居として取り上げられていた。この時期はちょうど大名旗本等の奥勤めをしている奥女中たちが数日の里帰りを許されるころでもあり、自分たちが平素勤める武家の奥勤めの世界を見せるこの鏡山物は、そういった宿下がりの奥女中たちにも見物され大いに受けたという。近代以降、同じ弥生狂言とされた清玄桜姫物が次第に上演されなくなったのに対して、鏡山物は『鏡山旧錦絵』（または『加賀見山旧錦絵』）という外題で脚本や演出がある程度固定し、今に至るも繰り返し舞台で取り上げられている。
なお鏡山物のなかには、後日談のようなものも上演されている。天保8年（1837年）3月に中村座で上演された『桜花大江戸入船』（やよいのはなおえどのいりふね）では、お初に討たれた岩藤の死骸はまともに埋葬もされることもなく野辺に打ちすてられ、そこに今は二代の尾上となったお初が供養しようとやってくる。ところが野辺に散らばった岩藤の白骨が寄せ集まり、岩藤の亡霊となってあらわれお初に恨みを述べ、のちに昔の局の姿になって宙乗りとなる…という内容で、この岩藤を三代目尾上菊五郎が勤めた。のちにこの趣向は安政7年（1860年）3月、市村座で初演された二代目河竹新七（河竹黙阿弥）作の『加賀見山再岩藤』（かがみやまごにちのいわふじ）でそっくり使われており（岩藤は四代目市川小團次）、明治6年（1873年）には五代目菊五郎も『梅柳桜幸染』（うめやなぎさくらのかがぞめ）と外題を変えてこの岩藤を演じている。さらに変り種としては『契情曽我廓亀鑑』（けいせいそがくるわかがみ）がある。これも黙阿弥の作で、ほんらい武家の奥勤めの世界である鏡山物を、遊郭とそこに勤める女郎の話に脚色しなおしたものである。

## 「草履」の出どころ

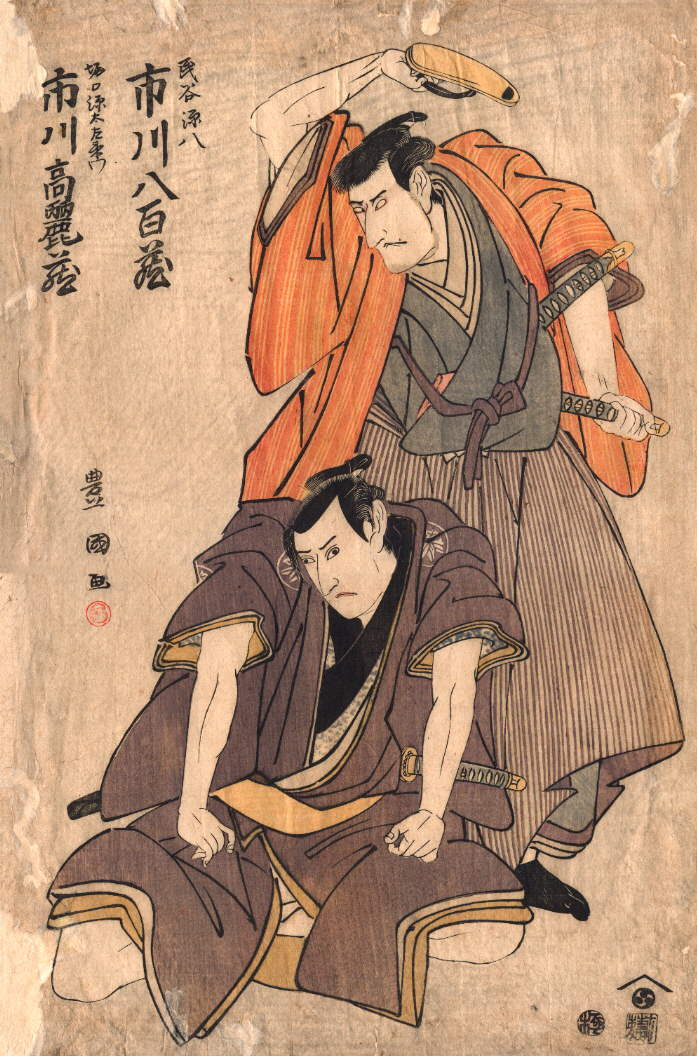
『けいせい屏風浦』（けいせいびょうぶがうら）　寛政12年（1800年）7月、江戸中村座。右より三代目市川高麗蔵の堀口源太左衛門、三代目市川八百蔵の民谷源八。『けいせい屏風浦』は台本が伝わらないので詳しい内容は不明だが、この絵によれば「草履打ち」の場面があったようである。「草履打ち」が古くは鏡山物や「不破名古屋」の芝居に限らなかったことが窺える。初代豊国画。

上で触れた『月堂見聞集』による実説には、鏡山物にとって重要なものが欠けている。それはいうまでもなく「草履」である。
『月堂見聞集』には、沢野が滝野に対してしたことについて「草履」は出てこない。ただ「御前」すなわち周防守の奥方の前で沢野が滝野を、「不調法不届者などと殊の外に叱り候」とあるだけである。では「草履」はどこから出てきたのか。
この事件の起きた享保8年（1723年）から数十年たつと、これについての「実録本」が多く書かれるようになった。実録本とは当時起こった事件等について虚実を交え記した小説である。現在知られる中で古いものと見られる実録本『女敵討実録』（京都大学所蔵）のなかに、中老のお道（『月堂見聞集』のものとは名が違っている）が奥方の急なお召しに慌て、局沢野の草履を間違えて履いてしまい、それを怒った沢野に「草履を蹴り付けられる」というくだりがある。この『女敵討実録』には「松平周防守」すなわち松平康豊のことを「老中」と称しているが、康豊は老中職についた事は無く、老中職についたのはその次の藩主松平康福である。康福が老中職にあったのは宝暦13年から天明8年（1763年〜1788年）のことであり、本書の成立も宝暦13年以降と見られる。ほかにも江戸期に書かれた鏡山物の実録本としては、記述を増減した色々な内容のものが写本として伝わるが、いずれもやはり「草履を蹴り付けられる」記述となっている。
『月堂見聞集』には見えなかった「草履」が、それより後に成立したと見られる実録本には出てくる。当時の実録本というのは加賀騒動を見てもわかるように、事実ではないことを面白おかしく書き綴る場合が多いので、実録本として仕立てる際に本来は無かった「草履」の話を潤色した可能性は高いといえる。天明2年（1782年）初演の浄瑠璃『加々見山旧錦絵』にはもちろん「草履」が出てくるが、この浄瑠璃もその以前からあった実録本をもとにしたと見られ、また上で述べた実録本の内容が、この浄瑠璃よりさきに既に巷間に流布していたらしいことが指摘されている。宝暦2年（1752年）刊行の青本『猿塚物語』にも「草履打ち」の趣向が見られる。つまり「草履」は、『加々見山旧錦絵』以前の実録本にもすでにあったということである。
しかしそもそも草履で以って人を殴るという「草履打ち」は、『加々見山旧錦絵』以前から歌舞伎の芝居に見られるものである。歌舞伎十八番のひとつにもなっている「不破名古屋」の芝居において、名古屋山三が不破伴左衛門から草履で殴られるという場面が元禄のころからあり、これが「不破名古屋」の芝居における見せ場のひとつになっていた。いずれにせよ実録本の「草履」の出どころについては何なのか明らかではないが、浄瑠璃『加々見山旧錦絵』は歌舞伎に従来からある「草履打ち」の趣向と、「草履」に結び付けられた巷説をうまく繋げて脚色したものといえよう。